# 불법행위
불법행위(不法行爲)라 함은 고의 또는 과실로 타인에게 손해를 가하는 위법행위로서 법률요건의 하나이다. 영국의 도너휴 대 스티븐슨 판결이 불법행위법의 시작으로 알려져 있다. 인류의 최초 권익구제의 방법은 자력구제(복수)밖에 없었다. 그 후 차차 국가의 탄생과 법률의 창제로 인하여 자력구제는 공력구제로 변화하였다. 그 공력구제의 표현형태가 바로 당시 형법이 규정한 속죄금(贖罪金)이었는데 이는 복수를 포기하는 대가로 지급되었다. 그 후 이런 속죄금을 지불하는 방법은 형법에서 점차 분리되어 나와 손해배상으로 변화되었다.

## 대한민국
손해배상 책임을 생기게 하는 불법행위의 원칙적 형태는 고의 또는 과실에 의하여 타인의 권리를 침해하는 행위이다. 위법으로 발생케 한 타인의 손해는 전보(塡補)함이 정의에 합치되므로 불법행위는 손해배상채권의 발생원인이 된다. 즉, 불법행위가 있으면 가해자는 피해자에게 가해행위로 인한 손해를 배상하여야 한다(대한민국 민법 제750조).
계약이 당사자의 자유로운 의사의 합치에 의한 채권발생원인인 반면, 불법행위는 법률의 규정에 의한 채권발생원인이다. 그러므로 불법행위는 손해배상청구권을 발생시키는 법정채권발생원인이다.
불법행위는 이중의 의미에서 불법이다. 첫째로는 법적 또는 사회적으로 보호되어야 할 이익을 정당한 방법에 의하지 않고 침해했다는 의미에서(권리침해·객관적 불법), 둘째로는 주의를 했으면 피할 수 있었는데 그 노력을 하지 않고 침해했다는 의미에서(고의·과실, 주관적·구체적 불법)이다.
성문법상의 일반 불법행위와 특수 불법행위의 내용을 살펴보면 다음과 같이 된다. ① 사람은 자기가 한 위법행위에 대해서는 책임을 지나 타인의 행위에 대해서는 책임을 지지 아니한다. 일반 불법행위는 이러한 자기책임의 원칙을 종축(縱軸)으로 하는 것이지만 민법은 이 원칙을 수정·확대하여 자기의 감독·지배하에 있는 자(책임 무능력자·피용자)나 물건(하자공작물(瑕疵工作物)·동물)에 의한 손해발생에 대해서도 책임을 져야 한다(755-758조). 또 국가배상법(제2조 1항)·상법(제322조, 414조, 415조, 542조)·민사소송법(제201조) 등에서는 위법행위를 요건으로 하지 않는 불법행위를 규정하고 있다. ② 위법행위가 있더라도 가해자의 고의·과실이 증명되지 아니하면 배상책임을 지지 아니한다. 일반 불법행위는 이러한 엄격한 과실책임의 원칙을 횡축(橫軸)으로 하는 것이지만 사람을 고용한다든가 위험한 물건을 보유하는 자는 그만큼 타인에게 손해를 끼칠 가능성(위험)이 높으며, 민법도 이 점을 고려하여 이러한 입장에 있는 자는 피용자나 위험물(瑕疵工作物·동물)의 관리 면에서의 무과실을 입증하지 않는 한 책임을 면치 못하게 하고(756조, 758조, 759조), 나아가 하자공작물의 소유자는 과실의 유무에 불구하고 배상책임을 지도록 하였다(758조). 또한 광업법(광 71조 이하)·상표법(상표 제112조)·자동차손해배상보장법(자배 3조)·근로기준법(근기 78조 이하)·민사소송법(민소 201조)·국가배상법(국상 2조 1항)도 가해자의 과실을 추정하고 있으며 혹은 무과실책임을 인정하는 규정을 두고 있다.

### 과실책임과 무과실책임
1. 과실책임: 민법은 가해자에게 귀책사유, 즉 고의, 과실이 있는 경우에만 배상책임을 지우는 과실책임의 원칙(제750조)을 정하고 있다.
2. 무과실책임: 역사적으로는 결과책임에서 과실책임으로, 과실책임에서 무과실책임으로 발전해 오고 있다. 무과실책임은 예외적인 경우에 한해 인정되어야 하며, 민법의 불법행위책임에서 정하는 유일한 것으로 공작물의 하자로 인한 소유자의 책임이 있다(제758조 1항 단서). 무과실책임은 이익을 얻는 과정에서 타인에게 손해를 준 때에는 그 이익에서 이를 배상하는 것이 공평하다는 보상책임의 원리와 위험한 시설의 관리자는 그로부터 생긴 손해에 대해 책임을 져야 한다는 위험책임의 원리를 근거로 한다.

### 불법행위책임과 채무불이행책임
두 책임의 차이점은 채무불이행책임은 채무의 존재를 전제로 하여 채무자가 이를 이행하지 않는 경우를 대상으로 하는 점에서 채권, 채무관계가 없는 자 사이에 문제가 되는 불법행위와는 차이가 있다.  채무불이행으로 인한 손해배상청구권과 불법행위로 인한 손해배상청구권은 경합이 인정된다. (→청구권의 경합)  그러므로, 운송계약상의 면책특약 · 운송약관규정 · 선박소유자의 유한책임한도에 관한 상법 제746조, 제747조의 규정 은 불법행위책임에 당연히 적용되는 것은 아니다.

### 일반불법행위와 특수불법행위
성문법상의 일반 불법행위와 특수 불법행위의 내용을 살펴보면 다음과 같이 된다.

##### 일반불법행위
1. 사람은 자기가 한 위법행위에 대해서는 책임을 지나 타인의 행위에 대해서는 책임을 지지 아니한다. 일반 불법행위는 이러한 자기책임의 원칙을 종축(縱軸)으로 하는 것이지만 민법은 이 원칙을 수정·확대하여 자기의 감독·지배하에 있는 자(책임 무능력자·피용자)이나 물건[10]에 의한 손해발생에 대해서도 책임을 져야 한다(755-758조). 또 국가배상법(국상 2조 1항)·상법(상 322조, 414조, 415조, 542조)·민사소송법(민소 201조) 등에서는 위법행위를 요건으로 하지 않는 불법행위를 규정하고 있다.
2. 위법행위가 있더라도 가해자의 고의·과실이 증명되지 아니하면 배상책임을 지지 아니한다. 일반 불법행위에 있어서 고의·과실에 대한 증명책임은 피해자에게 있다. 일반 불법행위는 이러한 엄격한 과실책임의 원칙을 횡축(橫軸)으로 하는 것이지만 사람을 고용한다든가 위험한 물건을 보유하는 자는 그만큼 타인에게 손해를 끼칠 가능성(위험)이 높으며, 민법도 이 점을 고려하여 이러한 입장에 있는 자는 피용자나 위험물[10]의 관리 면에서의 무과실을 입증하지 않는 한 책임을 면치 못하게 하고(756조, 758조, 759조), 나아가 하자공작물의 소유자는 과실의 유무에 불구하고 배상책임을 지도록 하였다(758조). 또한 광업법(광 71조 이하)·상표법(상표 67조 2항)·자동차손해배상보장법(자배 3조)·근로기준법(근기 78조 이하)·민사소송법(민소 201조)·국가배상법(국상 2조 1항)도 가해자의 과실을 추정하고 있으며 혹은 무과실책임을 인정하는 규정을 두고 있다.
3. 타인의 명예를 훼손한 자에 대하여는 법원은 피해자의 청구에 의하여 손해배상에 갈음하거나 손해배상과 함께 명예회복에 적당한 처분을 명할 수 있다.
4. 미성년자가 책임능력이 있다 할지라도 감독자가 손해배상책임을 질 수 있다.
5. 태아에게 가해진 불법행위로 인한 손해배상청구권에 대해서 태아는 이미 출생한 것으로 본다.

##### 특수불법행위
책임무능력자(제753조, 제754조)가 제3자에게 가해행위를 한 때에는 이들을 감독할 법정의무가 있는 자 또는 감독의무자에 갈음하여 무능력자를 감독하는 자가 손해배상책임을 부담한다(제755조). 이는 감독의무자의 감독의무 위반을 요건으로 하는 점에서 과실책임이고, 입증책임이 감독의무자에게 전환된 점에서 중간책임이다. 미성년자가 책임능력이 있어 그 스스로 불법행위책임을 지는 경우에도 그 손해가 당해 미성년자의 감독의무자의 의무위반과 상당인과관계가 있으면 감독의무자는 일반불법행위자로서 손해배상책임이 있다 할 것이지만, 이 경우에 그러한 감독의무위반사실 및 손해발생과의 상당인과관계의 존재는 이를 주장하는 자가 입증하여야 한다.

### 공동불법행위
- 공동불법행위의 성립에는 공동불법행위자 상호간에 의사의 공통이나 공동의 인식이 필요하지 아니하고 객관적으로 그들의 각 행위에 관련공동성이 있으면 족하다.
- 수인이 공동의 불법행위로 타인에게 손해를 가한 때에는 연대하여 그 손해를 배상할 책임이 있다.
- 공동불법행위자 1인에 대한 이행의 청구는 다른 공동불법행위자에 대하여 시효중단의 효력이 없다.
- 피해자가 공동불법행위자 중의 일부만을 상대로 손해배상을 청구하는 경우에도 과실상계를 함에 있어 참작하여야 할 쌍방의 과실은 피해자에 대한 공동불법행위자 전원의 과실과 피해자의 공동불법행위자 전원에 대한 과실을 전체적으로 평가하여야 한다.

### 부당이득제도와의 관계
- 법률행위가 사기에 의한 것으로서 취소되는 경우에 그 법률행위가 동시에 불법행위를 구성하는 때에는 취소의 효과로 생기는 부당이득반환청구권과 불법행위로 인한 손해배상청구권은 경합하여 병존하는 것이므로, 채권자는 어느 것이라도 선택하여 행사할 수 있지만 중첩적으로 행사할 수는 없다[12].

### 손해
불법행위자로서 원고가 위 최종합격자통지와 계속된 발령을 신뢰하여 직원으로 채용되기를 기대하면서 다른 취지의 기회를 포기함으로써 입은 손해를 배상할 책임이 있다.
인간 생명의 존엄성과 그 가치의 무한함에 비추어 볼 때, 어떠한 인간 또는 인간이 되려고 하는 존재가 타인에 대하여 자신의 출생을 막아 줄 것을 요구할 권리를 가진다고 보기 어렵고, 장애를 갖고 출생한 것 자체를 인공임신중절로 출생하지 않은 것과 비교해서 법률적으로 손해라고 단정할 수도 없으며, 그로 인하여 치료비 등 여러 가지 비용이 정상인에 비하여 더 소요된다고 하더라도 그 장애 자체가 의사나 다른 누구의 과실로 말미암은 것이 아닌 이상 이를 선천적으로 장애를 지닌 채 태어난 아이 자신이 청구할 수 있는 손해라고 할 수는 없다.

### 소멸시효
민법 766조 1항 소정의 손해 및 가해자를 안다고 하는 경우에 손해발생 사실을 안다는 것은 단순히 손해발생의 사실만을 안 때라는 뜻이 아니고 가해행위가 불법행위로써 이를 원인으로 하여 손해배상을 소구할 수 있다는 사실을 안 때 이자, 가해행위와 손해의 발생 사이에 인과관계가 있으며 위법하고 과실이 있는 것까지도 안 때이다. 가해행위와 이로 인한 현실적인 손해의 발생 사이에 시간적 간격이 있는 불법행위에 기한 손해배상채권의 경우, 소멸시효의 기산점이 되는 “불법행위를 한 날"의 의미는 단지 관념적이고 부동적인 상태에서 잠재적으로만 존재하고 있는 손해가 그 후 현실화되었다고 볼 수 있는 때, 다시 말하자면 손해의 결과발생이 현실적인 것으로 되었다고 할 수 있을 때 이고, 후유증 등으로 인하여 불법행위 당시에는 예견할 수 없었던 새로운 손해가 발생하였다거나 예상외로 손해가 확대된 경우에 있어서는 그러한 사유가 판명되었을 때 비로소 새로이 발생 또는 확대된 손해를 알았다고 보아야 한다. 다만, 현실화된 손해의 정도나 액수까지 구체적으로 알아야 하는 것은 아니다.
국가 또는 지방자치단체에 대한 권리관계의 소멸시효에 관하여 규정하고 있는 예산회계법 제96조, 또는 지방재정법 제69조 와의 관계에 있어서는, 위 민법 제766조 제2항의 10년의 기간은 5년으로 단축되는 것이라고 보아야 한다.

### 기타
- 피해자의 부주의를 이용하여 고의로 불법행위를 저지른 자 바로 그 피해자의 부주의를 이유로 자신의 책임을 감하여 달라고 주장하는 것은 허용될 수 없다[23]
- 제3자의 사기행위로 인하여 피해자가 주택건설사와 사이에 주택에 관한 분양계약을 체결하였다고 하더라도 제3자의 사기행위 자체가 불법행위를 구성하는 이상, 제3자로서는 그 불법행위로 인하여 피해자가 입은 손해를 배상할 책임을 부담하는 것이므로, 피해자가 제3자를 상대로 손해배상청구를 하기 위하여 반드시 그 분양계약을 취소할 필요는 없다[24].

## 미국
|                                                      |
| 불법행위법                                           |
| 영미법 시리즈                                        |
| 과실                                                 |
| 주의의무 · 주의기준                                  |
| 근인 · 사실추정의 원칙                               |
| 과실계산 · 가해자 완전책임                           |
| 과실의 정신적 가해행위                               |
| 구조원칙 · 구조의무                                  |
| 법률상 불법행위                                      |
| 제조물책임법 · 고위험 행위                           |
| 불법침입인 · 승낙출입자 · 고객                       |
| 유인적 위험물                                        |
| 재산관련 불법행위                                    |
| 불법침해 · 컨버전                                    |
| 압류동산회복소송 · 동산점유회복소송 · 횡령물회복소송 |
| 유해물                                               |
| 근린방해 · 라일랜즈 대 플레처 판결                   |
| 의도적 불법행위                                      |
| 폭행위협 · 폭행 · 불법감금                           |
| 정신적 피해                                          |
| 승낙 · 필요 · 자기방어                               |
| 명예관련 불법행위                                    |
| 명예훼손 · 사생활 침해                               |
| 신뢰훼손 · 절차악용                                  |
| 악의적 기소                                          |
| 경제적 불법행위                                      |
| 사기 · 불법적 간섭                                   |
| 음모 · 영업방해                                      |
| 의무, 변론, 구제방법                                 |
| 상대적 과실과 과실 기여                              |
| 명백한 회피 기회 원칙                                |
| 상급자책임 · 동의는 권리침해 성립을 조각             |
| 패륜적 계약에서 채권발생 없다                        |
| 손해배상 · 금지명령                                  |
| 영미법                                               |
| 미국의 계약법 · 미국의 재산법                        |
| 미국의 유언신탁법                                    |
| 미국의 형법 · 미국의 증거법                          |

미국의 불법행위법(美國의 不法行爲法)은 미국의 법으로 불법행위를 다룬다. 불법행위에서 주요한 행위는 과실로 명백한 경제적 이익이 아닌 것을 포함하며 사람의 신체와 재산을 보호하는 데 적용된다.

### 불법행위의 종류

##### 물건과 사람에 대한 불법행위
소유권방해(nuisance)는 특별히 토지를 보호하기 위해 성립되었으며 타인의 그들의 재산에 대한 향유를 방해하는 이웃들에게 대해 엄격하게 책임을 묻는다. 가택침입죄(trespass)는 토지 소유자가 그들의 땅에 계획된 침입을 한 사람들에게 적용되며 폭행, 위협, 불법감금과 명예훼손은 사람에 대한 불법행위이다.

##### 법정 불법행위
제조물 책임을 부과하고 반경쟁적 기업에 대한 인가를 할 수 있게 제정되었다. 현대의 복지국가에서의 노동법의 성립은 또한 노동조합에 대한 통제를 위한 무기로서의 불법행위가 생겨나게 했다. 그리고 현재, 불법행위법의 범주는 날마다 다양한 분야로 확산되고 있다. 불법행위의 매우 유명한 사례에서 영국의 맥밀란 대법관이 말한 것처럼, "과실의 종류는 절대 한정적인 것이 아니다".

### 역사
불법행위법은 제정법이 아닌 보통법 즉 판례위주의 법체계 법분야이다. 초창기 영국으로부터 불법행위법을 계수받았으나 남북전쟁 이후 미국 독자적으로 발전시켰다. 1870년 이전에는 영국의 불법행위법 체계를 대부분 유지하고 있었으나 그 후 독자적으로 발전하였다. 영국으로 물려받은 writ system은 엄격한 요구조건을 맞춰야 소송이 가능하였다. 산업혁명과 도시화로 다양한 불법행위와 손해가 발생하자 기존 시스템의 변화가 요구되었다. 과거에는 생각지도 못한 손해가 발생하자 과실책임 이론이 부각되기 시작하였다. 또한 절대과실의 범위를 축소하였다.

### 특징
1. 입법부가 아닌 사법부가 판례를 중심으로 법을 발달시켰다.
2. 손해발생에 대한 책임을 누가 어떻게 부담하는가가 사회적인 안전망 향상에 도움이 되는가를 중심으로 발달하였다.

### 민사상 불법행위와 형사상 범죄의 차이
형사상의 범죄와 민사상의 불법행위는 어느 정도 중복된다. 왜냐하면 민사상의 불법행위는 수 세기 동안 형사상의 범죄로 다루어져 온 개인의 소송(private action)이기 때문이다. 예를 들어, 영국법에서 공격자(assault)는 형사상 범죄로서 처벌되고 민사상 불법행위(tort of trespass)로서 손해배상을 해야 한다.
불법행위(tort)는 대개 피해자인 사람에게 배상을 받을 수 있게 한다. 예를 들어, 교통사고를 당한 부상자에게 금전적으로 손해배상하게 한다거나, 사업을 방해받은 사람이 그 방해를 금지하는 명령을 받는 것 등이 있다. 즉, 형사소추는 피해자에 대한 배상을 청구하는 것이 아니다. 비록 종종 형사 법원들은 배상명령할 권한을 갖기도 하지만, 형사소추는 범죄자에 대해, 그들의 자유를 박탈할 것을 청구하는 것이다. 그것은 중대범죄에 대한 처벌로서 왜 감금이 대개 사용되고 불법행위에 대해서는 대개 사용되지 않는지를 설명해준다.
미국에서, 불법행위 손해에는 징벌적인 요소를 포함한다. 예를 들면, 담합금지와 소비자 관련 불법행위에서 그러하다. 이러한 징벌적 손해배상은 민사상 불법행위와 형사소송과의 구별을 불명확하게 한다. 한국에서는 징벌적 손해배상은 도입되어 있지 않다.
또한, 피고가 법원의 배상명령을 무시하는 경우에는, 원고인 피해자는 구금을 포함하는 형벌적인 배상을 청구할 수도 있다. 몇몇 불법행위들은 공통적인 요소를 가지고 있다. 예를 들면, 불법방해 또한 형법이 주로 형벌적 응보적이긴 하지만, 많은 국가들은  민사 법원에 의하지 않고서, 형사 법원이 직접 피고인에게 피해자에 대한 보상을 하도록 하는 금전적인 보상 또는 손해배상을 개발했다.

### 명목적 손해배상
명목적 손해배상(Nominal damages)은 가해자의 불법행위는 성립되지만 피해자에게 손해가 발생하지 아니하였거나, 손해가 발생한 경우에도 그 손해를 입증하기 곤란한 경우에 인정되는 손해배상제도이다. 명목적 손해배상의 경우 가해자가 불법행위를 하였다는 사실 자체는 법적으로 인정하되 이에 대한 손해배상의 액수는 지극히 의례적 형식적이며 대체로 1달러가 부과되는 것이 일반적이다. 고의에 의한 불법행위의경우에는 손해가 실제로 발생하지 아니하더라도 불법행위가 성립되므로 이 경우에는 명목적 손해배상이 인정된다.

### 징벌적 손해배상
징벌적 손해배상은 민사상 가해자가 피해자에게 "악의를 가지고" 또는 "무분별하게" 재산 또는 신체상의 피해를 입힐 목적으로 불법행위를 행한 경우에, 이에 대한 손해배상 청구시, 가해자에게 손해 원금과 이자만이 아니라 형벌적인 요소로서의 금액을 추가적으로 포함시켜서 배상받을 수 있게 한 제도이다. 즉 종래의 민사상 불법행위 책임에 형벌로서의 벌금을 혼합한 제도이다.

## 같이 보기
- 불법행위 쟁점 목록
- 불법행위 사례 목록

## 참고자료
- 민법 제750조 관련 판례들 - 대법원 사이트
- Simon Deakin, Angus Johnston and Basil Markesinis, Tort Law (2003) 5th Ed. Oxford University Press, ISBN 0-19-925711-6
- Mark Lunney, Ken Oliphant, Tort Law - Texts, Cases (2003) 2nd Ed. Oxford University Press, ISBN 0199260559
- 징벌적손해배상제도 확대추진 논란 연합뉴스 2004-09-01
- 네이버 용어사전 징벌적 손해배상[깨진 링크(과거 내용 찾기)]
- 네이버 용어사전 징벌적 손해배상제도[깨진 링크(과거 내용 찾기)]
- 서철원, 미국 불법행위법, 법원사, 2005. (ISBN 8991512011)